# Jarice (Ključ)
Jarice (szerbül: Јарице) kihalt szerb falu Bosznia-Hercegovinában, a Bosznia-hercegovinai Föderáció Una-Szanai kantonjában, Ključ községben.

## Fekvése
Bosznia-Hercegovina nyugati részén, Bihácstól légvonalban 80, közúton 97 km-re délkeletre, Ključtól légvonalban 3, közúton 7 km-re délre, a Szana bal partjának közelében, a Duboki patak völgye felett fekszik. 

## Népessége
| Nemzetiségi csoport | Népesség 1991 | Népesség 2013 |
| ------------------- | ------------- | ------------- |
| Szerb               | 26            | 0             |
| Bosnyák             | 0             | 0             |
| Horvát              | 3             | 0             |
| Jugoszláv           | 4             | 0             |
| Egyéb               | 1             | 0             |
| Összesen            | 34            | 0             |

## Története
Jarice 1878-ig tartozott az Oszmán Birodalomhoz, majd az Osztrák-Magyar Monarchia része lett. 1879-ben az első osztrák-magyar népszámlálás során a faluban 18 házat és 82 muszlim lakost számláltak. A muszlim lakosság ezt követően elköltözött a településről, helyükre pedig ortodox szerbek és katolikus horvátok jöttek. 1910-ben 32 házat, 57 ortodox szerb és 24 katolikus horvát lakost találtak itt. A monarchia szétesésével 1918-ben előbb a Szerb-Horvát-Szlovén Királyság, majd 1929-től a Jugoszláv Királyság része. 1921-ben a faluban 20 házat és 121 lakost számláltak. 1945-től a település a szocialista Jugoszlávia része volt. A boszniai háború idején a falu szerb félkatonai alakulatok ellenőrzése alatt állt. 1995-ben a maradék lakosság is elmenekült a Bosznia-hercegovinai Hadsereg előrenyomuló csapatai elől és már nem tértek vissza. 2013-ban a falunak nem volt állandó lakossága.